# Bitva u Stamford Bridge
Bitva u Stamford Bridge se odehrála nedaleko vesnice Stamford Bridge v Yorkshire 25. září 1066, krátce poté, co norská armáda pod vedením Haralda Hardrady porazila v bitvě u Fulfordu, asi tři kilometry na jih od Yorku, vojsko hrabat Edwina z Mercie a Morcara z Northumbrie. Po rychlém a dlouhém přesunu, který trval pouze čtyři dny, překvapilo vojsko Harolda Godwinsona Haraldovy vojáky neočekávaným útokem, což znamenalo, že Haraldovi muži neměli oblečenou válečnou zbroj. Po úporné bitvě byla většina norských vojáků, včetně samotného Haralda Hardrady a Tostiga Godwinsona (bratra Harolda Godwinsona), zabita. I když Harold odrazil vikinské nájezdníky, jeho vítězství mělo jen krátký život, protože byl o tři týdny později poražen a zabit v bitvě u Hastingsu.

## Pozadí konfliktu
V září roku 1066 se Harold Godwinson se svým vojskem nacházel na jihu země, kde očekával invazi normanského vojska pod vedením Viléma, vévody z Normandie. Zdá se, že ani Normané ani vikingové nevěděli o tom, že druhá strana se také chystá dobýt Anglii. Král Norska, Harald Hardrada, který si činil nárok na anglický trůn, se svými vazaly a spojenci včetně Haroldova bratra Tostiga Godwinsona, který byl Haroldem vyhnán ze země, se vylodil na pobřeží Anglie. Harold Godwinson se svým bratrem Gyrthem vyrazili s jezdectvem a královskými důstojníky do Yorkshire, aby odrazili vikinské nájezdníky. Poté, co se Harold dověděl, že Northumbrijci byli požádáni, aby vikingům poslali další posily ke Stamford Bridge, namířil se svým vojskem ke Stamford Bridge a doufal, že vikingy překvapí. Když Haroldovy síly překročily vyvýšeninu, byli vikingové nepřipraveni a neměli na sobě válečnou zbroj, protože očekávali pouze posily.

## Bitva

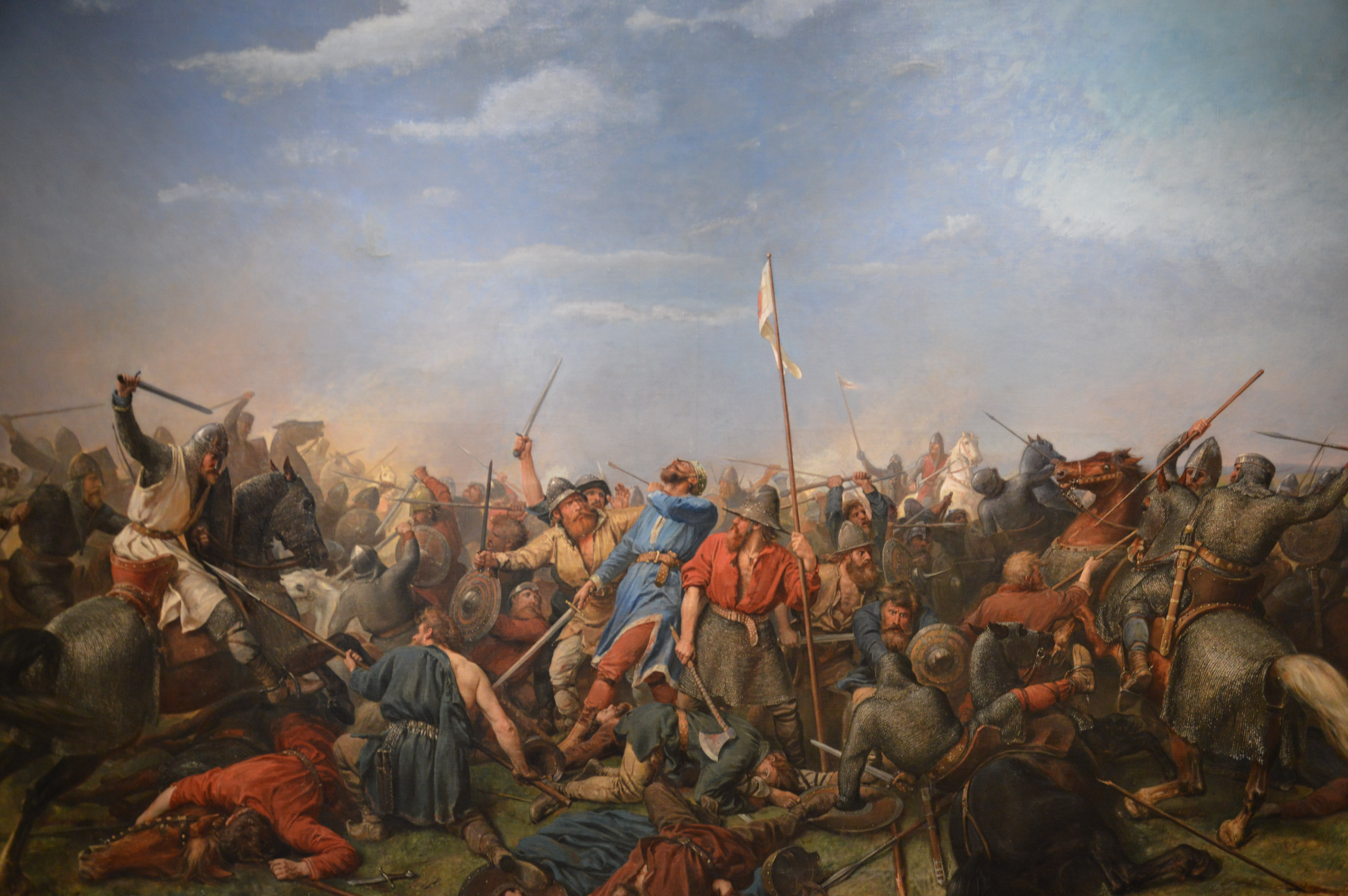
Bitva u Stamford Bridge, Peter Nicolai Arbo 1870

Po rychlém přesunu na vzdálenost téměř 300 kilometrů ve čtyřech dnech, dorazili Anglosasové na západní břeh řeky. I když byli velmi unaveni po cestě, byli připraveni svést dlouhou bitvu. Vikinská armáda nemohla být v nevýhodnějším postavení. Očekávali, že Haroldovo vojsko dorazí až za několik dní a tak u sebe neměli brnění, které nechali na svých lodích. Navíc byli rozděleni na dvě části po obou březích řeky a neměli postavené žádné obranné valy. Vikingové na západním břehu se zmohli jen na neúčinný odpor nebo zachraňovali své životy útěkem přes most. Ti kdo bojovali, byli bez lítosti pobiti. Anglosasové ale narazili při přechodu přes most na odpor. Legenda uvádí, že obrovitý viking ozbrojený sekerou držel Anglosasy v odstupu a sám zabil asi 40 vojáků. Byl zabit až Anglosasem, který podplaval most na sudu a Nora zabil nenadálým útokem zespodu do slabin.
Ať už se stalo cokoli, toto zpoždění umožnilo vytvořit vikingům sevřený útvar, aby mohli Anglosasům lépe vzdorovat. Haroldovo vojsko překročilo most a utkalo se tváří v tvář s vikingy. Vikingové spojili své štíty a vytvořili val. Totéž udělali Anglosasové a napadli vikingy. Bitva trvala několik hodin, a i když vikingové kladli odpor, bez brnění neměli proti Haroldovu vojsku šanci uspět. V jejich obranném postavení se vytvořily mezery, které Anglosasové rychle využili. Poté, co rozdělili vikinské síly, pokračovali v boji do konečného vítězství. Vikinští vojevůdci byli v boji zabiti také.

## Důsledky
Král Harold Godwinson přijal příměří nabídnuté vikingy, kteří přežili, včetně Haraldova syna Olafa, a dovolil jim odejít, poté co se zavázali neútočit již dále na Anglii. Tím skončila vikinská éra v Anglii. Haroldův úspěch ale neměl dlouhé trvání. Několik dní po bitvě, 14. října, poté co musel absolvovat s vyčerpanou armádou cestu ze severu země z Yorkshire na jižní pobřeží Anglie, byl poražen a zabit armádou vedenou Vilémem, vévodou z Normandie, v bitvě u Hastingsu. Touto bitvou bylo zahájeno ovládnutí Anglie Normany.